# Вальшонок, Зиновий Михайлович
Зиновий Михайлович Вальшонок (6 марта 1934, Харьков) — русский поэт. Член Союза писателей СССР (1969), Союза писателей Москвы. Племянник Вальшонок О. С. Получил широкую известность, как в России так и за её пределами, работы писателя переводились на многие языки. Солидная часть работы была посвящена войне и духовным изысканиям. 

## Биография
Зиновий Михайлович родился 6 марта 1934 года в Харькове в семье инженеров, работавших на Харьковском тракторном заводе. Во время Великой Отечественной войны жил в Алтайском крае (город Рубцовск). В 1951 году окончил школу в Харькове, а в 1956 году — Харьковский государственный университет.
В 1962 году в журнале «Новый мир» появились его первые стихи, и через 2 года в Харькове вышла его первая книга стихов «Поиск. Лирика.». Был принят в Союз писателей в 1969 году. В 1976 году писатель переехал в Москву.
Дружил с Борисом Чичибабиным, который был его духовным наставником. Ему он посвятил свою книгу «Мой друг Борис Чичибабин. Поэты и безвременье».
Статья о жизни и творчестве Зиновия Вальшонка опубликована в 4-м томе «Энциклопедии современной Украины». Его перу принадлежит рукописная антология века «Зелёная книга». Литературоведческое исследование жизни и работы писателя представлено в обширной монографии «Поэт Зиновий Вальшонок. Личность. Творчество. Судьба.». Большая подборка его стихов вошла в Антологию мировой поэзии «Закон случайных чисел. 150 поэтов мира».
Произведения поэта выходили в свет в издательствах «Советский писатель», «Художественная литература», «Молодая гвардия», «Современник», «Советская Россия» и других, широко публиковались в журналах и газетах на Родине и за рубежом, в частности в журналах «Грани» и «Ди Вельтбюне» («Всемирная трибуна»), переводились на многие иностранные языки.
Зиновий Вальшонок трижды становился победителем Всероссийских конкурсов поэзии, является Лауреатом престижных литературных премий: имени Бориса Пастернака (2008 год — «за талантливое и самобытное продолжение и развитие классической русской поэзии»), имени Марины Цветаевой (2012 год — «за совестливый талант и гражданское благородство»), с вручением почетной именной медали, «Золотой теленок» (2003 год — «за яркие и остроумные циклы литературных пародий»).

В предисловии к «Зелёной книге» Лев Аннинский отмечал: 
У меня есть основания внимательно следить за Вальшонком, как за поэтом, с которым меня роднит судьба. Блестящие характеристики в книгах Вальшонка соединяются в „блок“ под названием „Шестидесятники“. Это и есть — групповой портрет поколения. Последние идеалисты.

А Борис Чичибабин в статье, предваряющей семитомник Зиновия Вальшонка «Поэзия — это разговор с Богом!», писал: 
Я думаю, что читателю стиха, чьи чувства и мысли в какой-то мере совпадут с чувствами и мыслями Зиновия Вальшонка, будет легко полюбить этого поэта. Лучшие из его стихов поражают любящей благодарностью поэтической памяти, язычески-живописной словесной точностью. У Зиновия Вальшонка много стихов о любви, и многие из них не просто нравятся мне, а и принадлежат, на мой взгляд и слух, к лучшим образцам русской любовной лирики последних десятилетий. Мне кажется, высшей оценкой поэта и лучшей похвалой ему является чувство, когда, прочитав стихи, жалеешь, что не ты их написал.